# Belarussische Badmintonmeisterschaft 2022
Die Belarussische Badmintonmeisterschaft 2022 fand vom 24. bis zum 27. Januar 2022 im Uruchcha Sportpalast in Minsk statt.

## Sieger und Platzierte
| Disziplin    | Gold                                      | Silber                                   | Bronze                                      |
| ------------ | ----------------------------------------- | ---------------------------------------- | ------------------------------------------- |
| Herreneinzel | Hleb Shvydkou                             | Ilya Larushyn                            | Leonid Mironenko                            |
| Dameneinzel  | Alesia Zaitsava                           | Maryana Viarbitskaya                     | Julia Bitsoukova                            |
| Herrendoppel | Ilya Larushyn Aleksei Konakh              | Aliaksandr Aliaksandrovich Hleb Shvydkou | Vitaly Primak Dmitry Suprunyuk              |
| Damendoppel  | Julia Bitsoukova Anastasiya Cherniavskaya | Maryna Yanbayeva Maryana Viarbitskaya    | Sofya Yanovskaya Polina Karmalys            |
| Mixed        | Ilya Larushyn Alesia Zaitsava             | Aleksei Konakh Maryana Viarbitskaya      | Aliaksandr Aliaksandrovich Julia Bitsoukova |